# Бялобжеги (гмина, Бялобжегский повет)
Бялобжеги (пол. Białobrzegi) — гмина (волость) в Польше, входит как административная единица в Бялобжегский повет, Мазовецкое воеводство. Население — 10 227 человек (на 2004 год).

## Демография
| Перепись                       | Всего   | Всего | Женщины | Женщины | Мужчины | Мужчины |
| ------------------------------ | ------- | ----- | ------- | ------- | ------- | ------- |
| Единицы                        | человек | %     | человек | %       | человек | %       |
| Население                      | 10 227  | 100   | 5186    | 50,7    | 5041    | 49,3    |
| Плотность населения (чел./км²) | 129,6   | 129,6 | 65,7    | 65,7    | 63,9    | 63,9    |

## Сельские округа
1. Бжеска-Воля
2. Бжезьце
3. Буды-Бранковске
4. Ясённа
5. Камень
6. Микувка
7. Окронглик
8. Ставишин
9. Суха
10. Щыты

## Поселения
1. Домбрувка
2. Колёня-Бжезьце
3. Леопольдув
4. Похулянка
5. Суски-Млынек
6. Войцехувка

## Соседние гмины
1. Гмина Промна
2. Гмина Радзанув
3. Гмина Стара-Блотница
4. Гмина Стромец
5. Гмина Варка
6. Гмина Высмежице